# Кук, Цви Иехуда
Цви Иехуда Кук (ивр. צבי יהודה הכהן קוק‎, Цви Иехуда Коэн Кук; 23 апреля 1891, Жеймели — 9 марта 1982, Иерусалим) — сын Авраама Ицхака Кука, глава иешивы Мерказ ха-Рав, один из крупнейших деятелей религиозного сионизма, идеолог поселенческого движения. Оказал большое влияние на мировоззрение значительной части религиозной молодёжи Израиля.

## Биография
Рав Цви Иехуда родился в литовском городке Заумель у рава Авраама Ицхака Кука и его второй жены Рейзе-Ривки Рабинович-Теомим. Своё имя Цви Иехуда получил в честь деда по матери.
В 1904 репатриировался в Палестину, где его отец был назначен главным раввином Яффо и нового Ишува. Его первым учителем Талмуда был рав Реувен Готфрид — зять Йоэля Моше Саломона — одного из основателей Петах-Тиквы. В 1906 поступил в иерусалимскую иешиву Эц-хаим, где вскоре проявил себя как способный ученик и сблизился с главой иешивы, равом Зерахом Эпштейном. Через некоторое время рав Цви Иехуда вернулся в Яффо, где помогал отцу и продолжал учёбу под его руководством. Здесь он особенно сблизился с р. Яковом Моше Харлапом. В 1910 году вместе с отцом создал иешиву Шаарей Тора и участвовал в редакции отцовской брошюры «Шевет аарец» о Субботнем годе.
Когда общественные дела стали занимать почти всё его свободное время и на изучение Торы почти не осталось времени, рав Цви Иехуда решил оставить отца на некоторое время. После неудавшейся попытки учиться в сефардской иешиве Порат Йосеф, он уезжает в немецкий город Гальберштадт, где изучает Талмуд по традиционной системе (с толкованиями Раши и Тосфот). В Гальберштадте молодого раввина застала Первая мировая война и он был арестован как вражеский (русский) подданный. Однако вскоре рав Цви Иехуда был освобождён и присоединился к отцу в Швейцарии.
После британского завоевания Палестины рав Цви Иехуда возвращается назад и в 1920 начинает преподавать в Яффской школе. В 1921 начинает турне по Европе с целью развития новой отцовской затеи, организации «Дегель Йерушалаим». Во время этой поездки встречается и сближается с многими религиозными авторитетами европейского еврейства. В 1922 женится на Хаве Лее Хутнер, девушке из религиозной семьи, получившей также широкое образование. Был среди создателей иешивы Мерказ ха-Рав в 1923 году и до 1952 был её духовным и административным директором. В 1929—1933 много занимался репатриацией в Палестину учеников иешив, оказавшихся на территории Советского Союза. Начиная с 1933 года активно занимался редакцией и изданием сочинений своего отца. Создание Государства Израиль в 1948 году рав Цви Иехуда рассматривал как начало мессианского избавления (Атхальта деГеула).
В 1952 сменил рава Харлапа на должности главы иешивы. Его правой рукой был р. Шалом Натан Раанан (1900—1972) — его шурин. В этот период число учеников иешивы стало стремительно расти за счёт выпускников школ Бней Акива, которые в большом количестве открывались в то время во всех городах развития, куда прибывали новые репатрианты.

## Общественная деятельность
Рав Цви Иехуда прививал своим ученикам тягу к углубленному изучению Торы, в сочетании с участием во всех государственных системах — армии, политике, экономике. Вместе с этим, он неоднократно обращался к высшему военному и политическому руководству страны с призывом вести себя в соответствии с законами Торы и резко осуждал отклонение от их соблюдения.
После 1967 года стал призывать израильское правительство заселять освобождённые территории вместо того, чтобы с их помощью торговаться с арабами. Его ученики были первыми, кто начал заселять заново Хеврон, и создавать первые поселения в Самарии. Изначально р. Цви Иехуда боялся конфронтации с властями и не поддерживал идею заселения территорий без соответствующего разрешения правительства, однако в дальнейшем поддержал её и даже сам участвовал в демонстрациях, куда его привозил на своей машине Ариэль Шарон. В последние годы жизни принимал активное участие в политической жизни страны. Поддерживал Главный Раввинат Израиля, который обычно подвергался нападкам со стороны ультраортодоксов, был среди учредителей системы иешивот хесдер, призывал еврейство мира бороться за выезд евреев из СССР, для чего создал организацию «Эль Ами».
В 1982 после продолжительной болезни рав Цви Иехуда скончался.